# Thliptoceras cascalis
Thliptoceras cascalis là một loài bướm đêm trong họ Crambidae.